# Salvatore Melluzzo
Salvatore Melluzzo, soprannominato il Guerriero di Ortigia (Siracusa, 12 giugno 1952), è un ex pugile italiano, Campione europeo dei pesi piuma nel 1981-1982.

## Biografia

### Carriera da dilettante
Combatte nei pesi piuma e, nel 1973, a Seul, vince i Campionati mondiali militari. Fa parte della ristretta pattuglia di pugili italiani, guidata da Natalino Rea e Armando Poggi che partecipa ai primi Campionati mondiali per dilettanti svolti a L'Avana nel 1974.
Vince ai punti il primo incontro contro il guyanese Winfield Druichwaite, nonostante una ferita. Al secondo turno cede ai punti di fronte al tedesco occidentale René Weller, scontando il superiore allungo dell'avversario e i postumi della precedente ferita. Il verdetto non è unanime perché uno dei cinque giudici si esprime per il pari.

### Carriera da professionista
Debutta al professionismo il 9 maggio 1975 a Milano. 
Dopo sedici incontri tutti vinti conquista il titolo italiano dei pesi piuma, a Pesaro, battendo Sergio Emili per Kot alla decima ripresa. Lo difende vittoriosamente, sempre a Pesaro, contro Salvatore Fabrizio, vincendo per squalifica al primo round. Perde il titolo nel febbraio 1979, a Cagliari, contro il campione locale Natale Caredda, ai punti.
Fallisce, una prima volta, la conquista del titolo europeo a Leon, contro Roberto Castañón, per squalifica alla nona ripresa, il 17 maggio 1980. Il 24 settembre dello stesso anno, a Fiuggi, riconquista il titolo italiano, ai punti contro Marco Gallo e lo difende dall'assalto di Luigi Tessarin, il 14 febbraio 1981, a Vittoria (Kot al 11º round).
Il 22 luglio 1981, a Marsala, conquista il titolo di campione europeo, battendo il francese Laurent Grimbert per Kot al 7º round e lo difende vittoriosamente il 23 dicembre successivo, sempre a Marsala, costringendo al Kot alla nona ripresa, lo spagnolo Emilio Barcala. Il 30 maggio 1982, a Wembley, è costretto a cederlo al britannico Pat Cowdell per Kot alla decima ripresa.
Il 2 dicembre 1982, va in fumo il suo ennesimo tentativo di riconquistare il titolo italiano, di fronte ai pugni del futuro Campione del Mondo Loris Stecca che lo sconfigge a Teramo per ferita al 6º round. 
Melluzzo riesce comunque a indossare nuovamente la cintura italiana, il 2 luglio successivo a Siracusa, battendo Giuseppe La Vita per squalifica all'ottava ripresa. È però costretta a cederla a Salvatore Bottiglieri, il 3 marzo 1984 a Riva del Garda (Kot al 10º round). E' sconfitto dallo stesso Bottiglieri nella rivincita disputata a Vietri sul Mare (Kot al 12º round), in quello che sarà il suo ultimo incontro da professionista.

### Dopo il ritiro
A settembre 1984 cessa l'attività agonistica e si dedica all'insegnamento della disciplina pugilistica ed alla formazione di atleti professionisti e dilettanti. Riesce a trasmettere la disciplina pugilistica sfornando annualmente nuovi campioni nella sua regione Sicilia.